# Rattus korinchi
Rattus korinchi  (Robinson & Kloss, 1916) è un roditore della famiglia dei Muridi endemica dell'isola di Sumatra.

## Descrizione

### Dimensioni
Roditore di piccole dimensioni, con la lunghezza della testa e del corpo tra 157 e 169 mm, la lunghezza della coda tra 219 e 224 mm, la lunghezza del piede tra 34 e 35 mm, la lunghezza delle orecchie di 18,5 mm e un peso fino a 94 g.

### Aspetto
La pelliccia è lunga, soffice e priva di peli spinosi. Il colore delle parti dorsali è fulvo scuro, mentre le parti ventrali sono bianche-grigiastre, con delle chiazze interamente bianche sotto il mento e lungo il petto.. Le orecchie sono piccole, marroni e densamente ricoperte di piccoli peli brunastri. Il dorso delle zampe è marrone, con delle strisce più scure che si estendono sopra ogni metacarpo e metatarso fino alla base di ogni dito. La parte dorsale degli artigli è coperta da un ciuffo di lunghi peli argentati. La coda è più lunga della testa e del corpo, è uniformemente marrone, è ricoperta da 13-14 anelli di scaglie per centimetro, ognuna corredata di tre peli, che diventano più lunghi verso l'estremità fino a formare un ciuffo. Le femmine hanno un paio di mammelle pettorali e due paia inguinali.

## Biologia

### Comportamento
È una specie terricola.

## Distribuzione e habitat
Questa specie è presente soltanto sul Monte Kerinci e sul Monte Talakmau, nella parte occidentale dell'isola di Sumatra.
Vive nelle foreste primarie o muschiose di alta montagna a circa 2.225 metri di altitudine.

## Conservazione
La IUCN Red List, considerata l'assenza di informazioni recenti sul proprio areale, sullo stato della popolazione e sulle eventuali minacce, classifica R.korinchi come specie con dati insufficienti (DD).